# Croix (Territoire de Belfort)
Croix település Franciaországban, Territoire de Belfort megyében. Lakosainak száma 178 fő (2022. január 1.). Croix Saint-Dizier-l’Évêque, Abbévillers, Vandoncourt, Montbouton és Villars-le-Sec községekkel határos.

## Népesség
A település népességének változása:
| Lakosok száma | 165  | 166  | 172  | 165  | 167  | 168  | 173  | 175  | 178  |
|               | 2013 | 2015 | 2016 | 2017 | 2018 | 2019 | 2020 | 2021 | 2022 |